# Cathrin Heydrich
Cathrin Heydrich (* 1963, heute Cathrin Muzeniek) ist eine ehemalige deutsche Volleyballspielerin.
Cathrin Heydrich war vielfache DDR-Nationalspielerin und wurde 1983 im eigenen Land Europameisterin. Heydrich spielte für den SC Traktor Schwerin und wurde mehrfach DDR-Meisterin sowie FDGB-Pokalsiegerin.